# Horaninovia anomala
Horaninovia anomala är en amarantväxtart som först beskrevs av Carl Anton von Meyer, och fick sitt nu gällande namn av Horace Bénédict Alfred Moquin-Tandon. Horaninovia anomala ingår i släktet Horaninovia och familjen amarantväxter. Inga underarter finns listade i Catalogue of Life.